# 永宁街道 (伊通县)
永宁街道，是中华人民共和国吉林省四平市伊通满族自治县下辖的一个乡镇级行政单位，系2016年由原伊通镇县城东部和南部部分地区析置设立。辖区面积15.7平方公里，人口5.5万人。办事处驻福康社区公园正门西侧。

## 行政区划
永宁街道下辖以下地区：
康泰社区、福康社区、庆阳社区、永宁社区、福庆社区、河北村、永青村和邵家村。